# Burrweiler
Burrweiler là một đô thị thuộc huyện Südliche Weinstraße, bang Rheinland-Pfalz, Đức. Đô thị này có diện tích 6,29 km², dân số thời điểm 31 tháng 12 năm 2006 là 853 người.

## Thư viện hình ảnh

Burrweiler
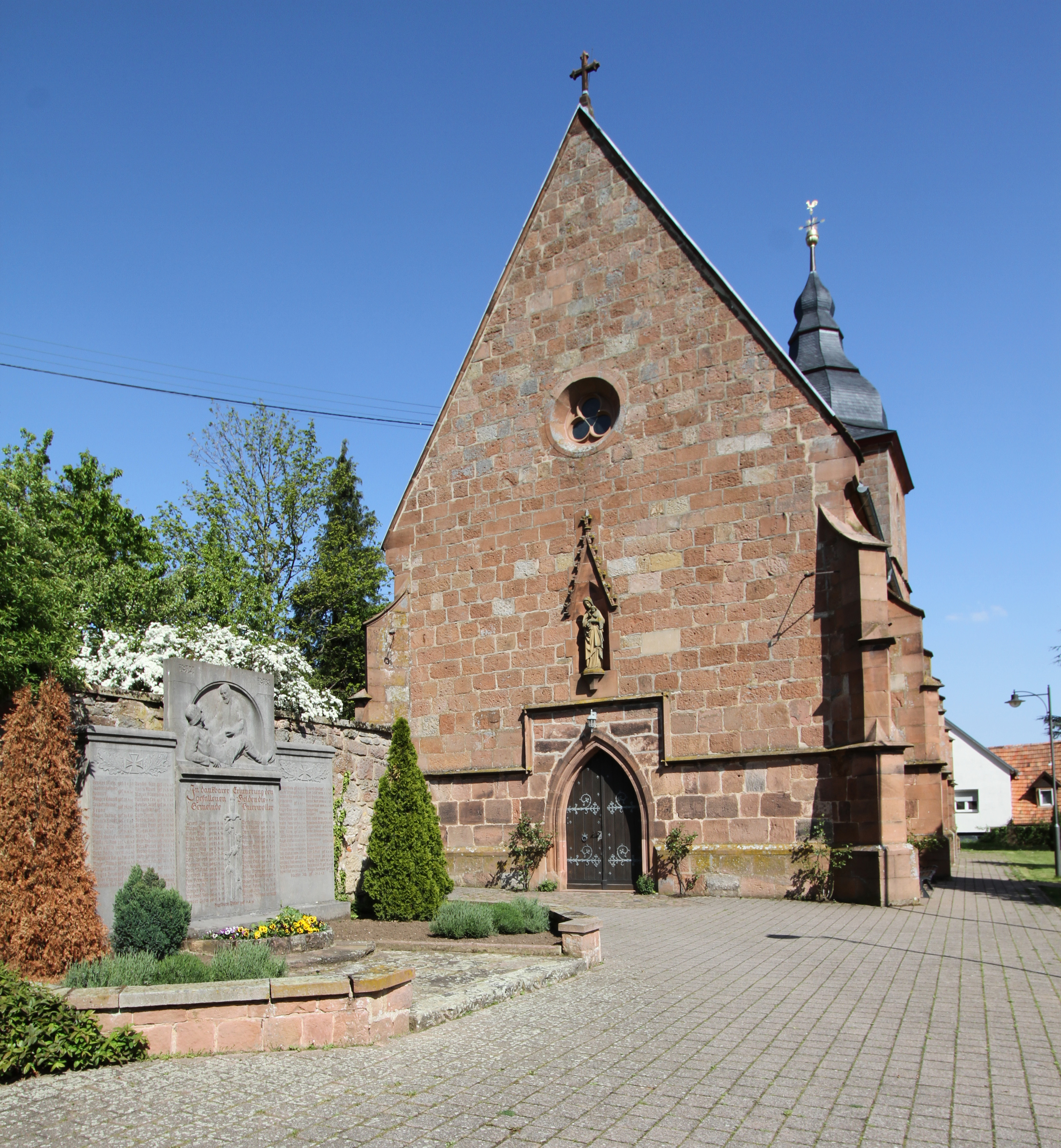
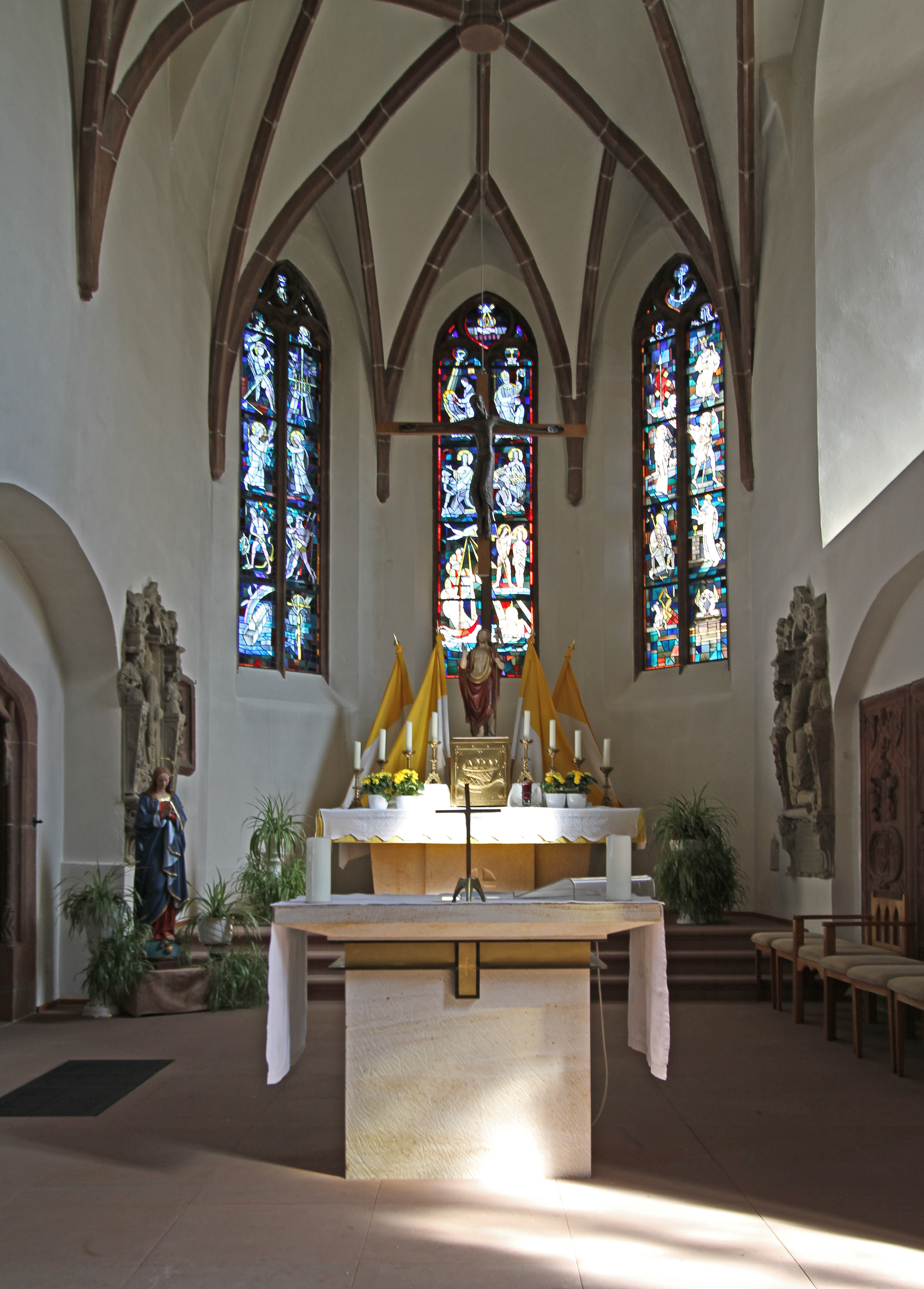
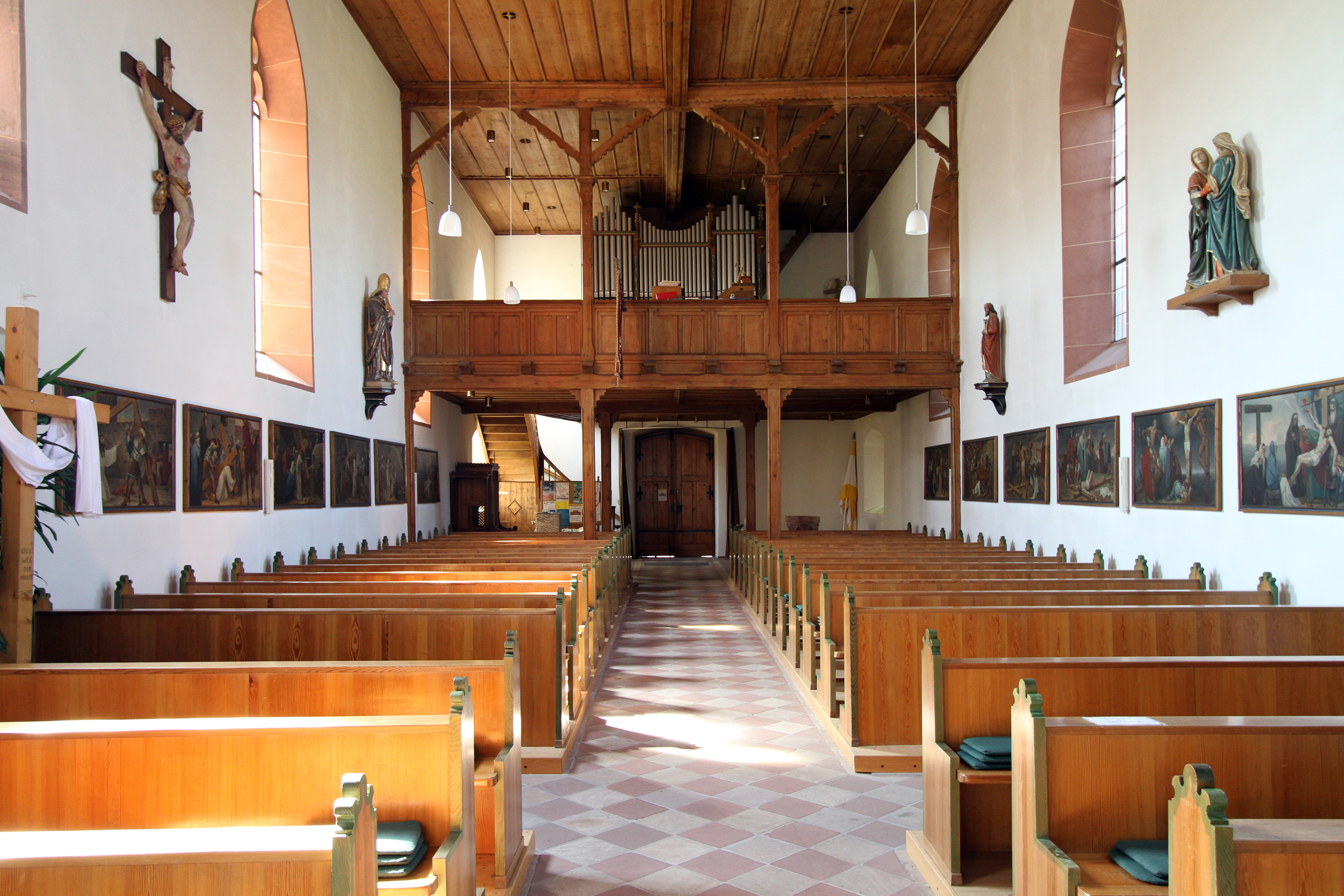
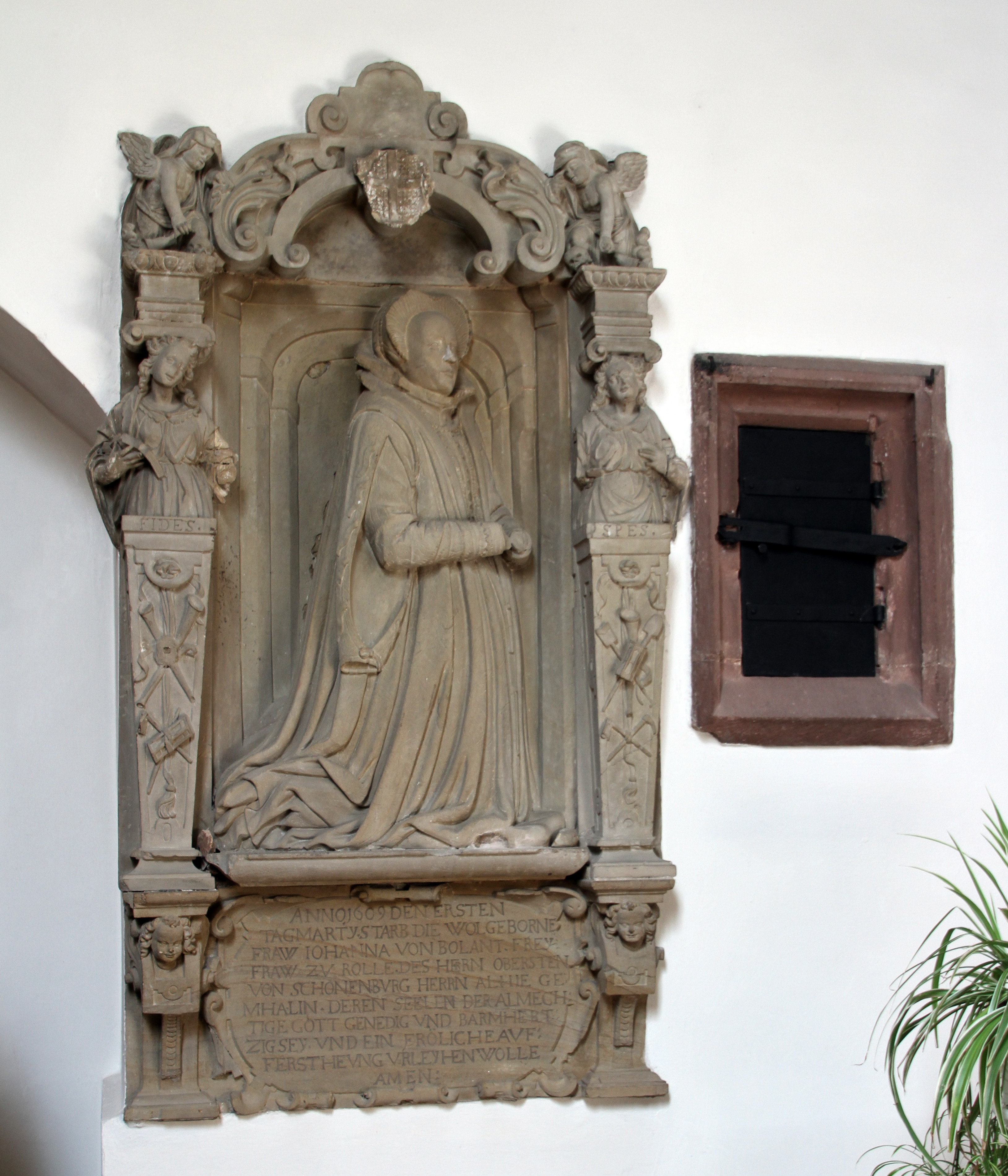
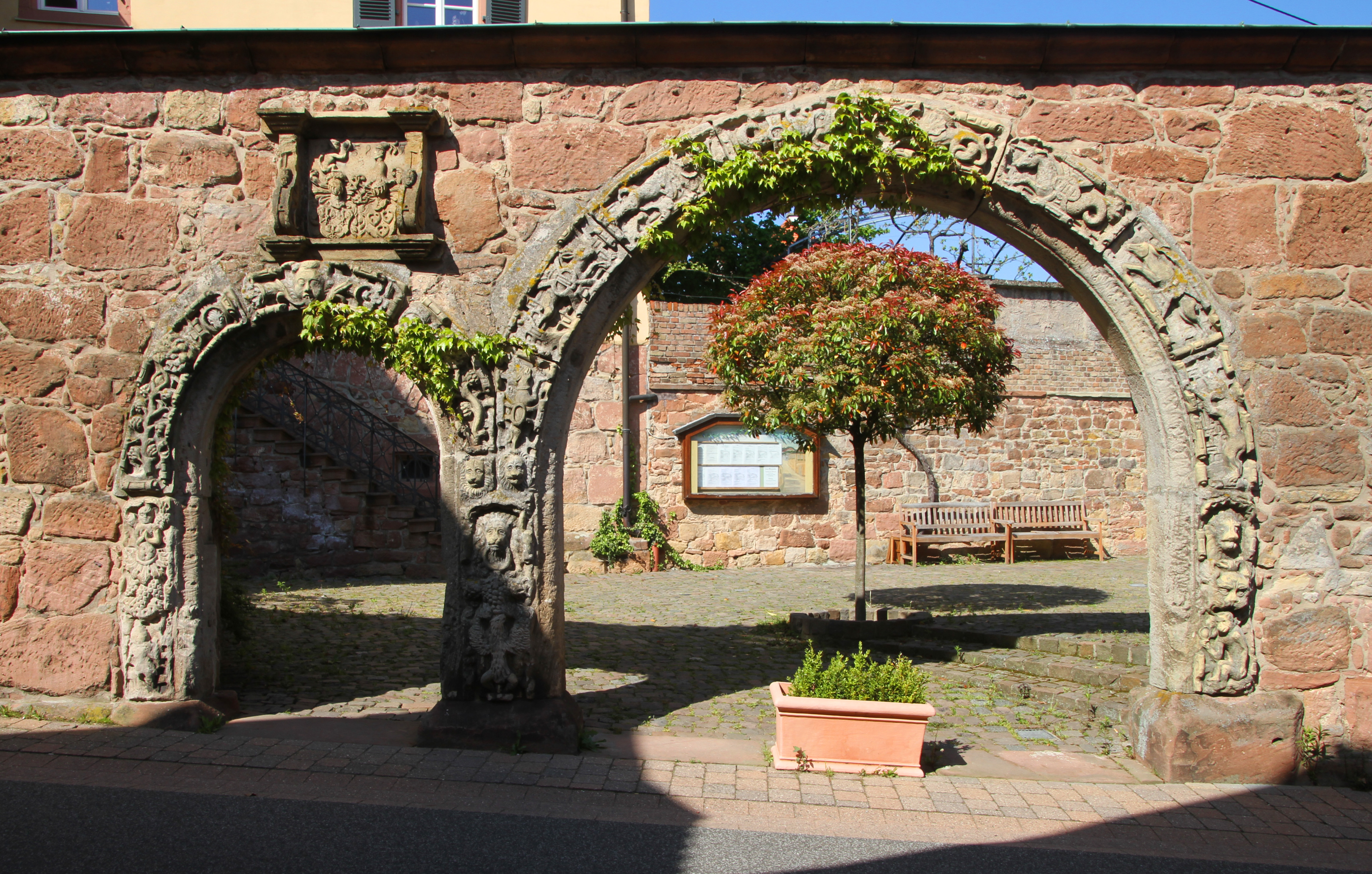
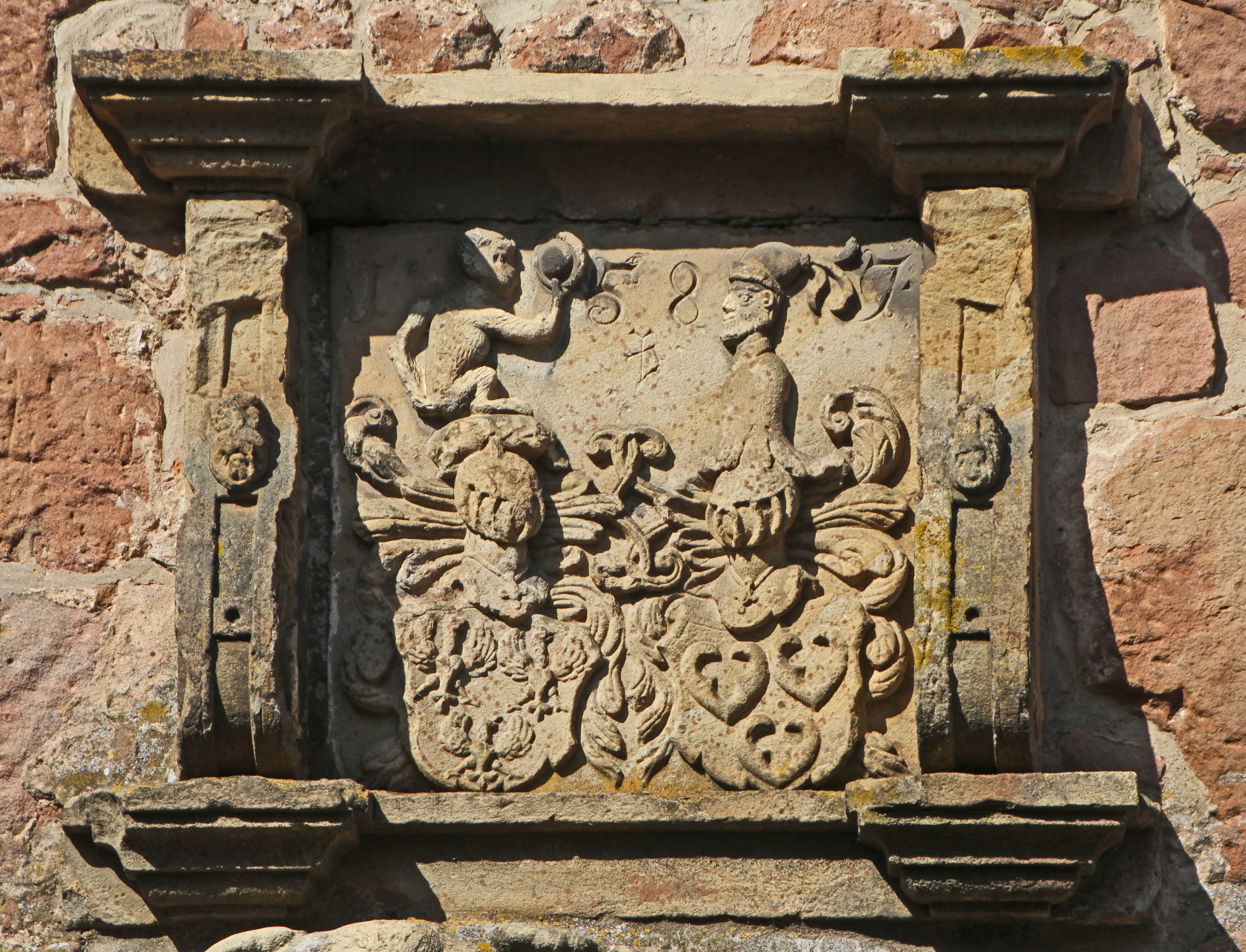
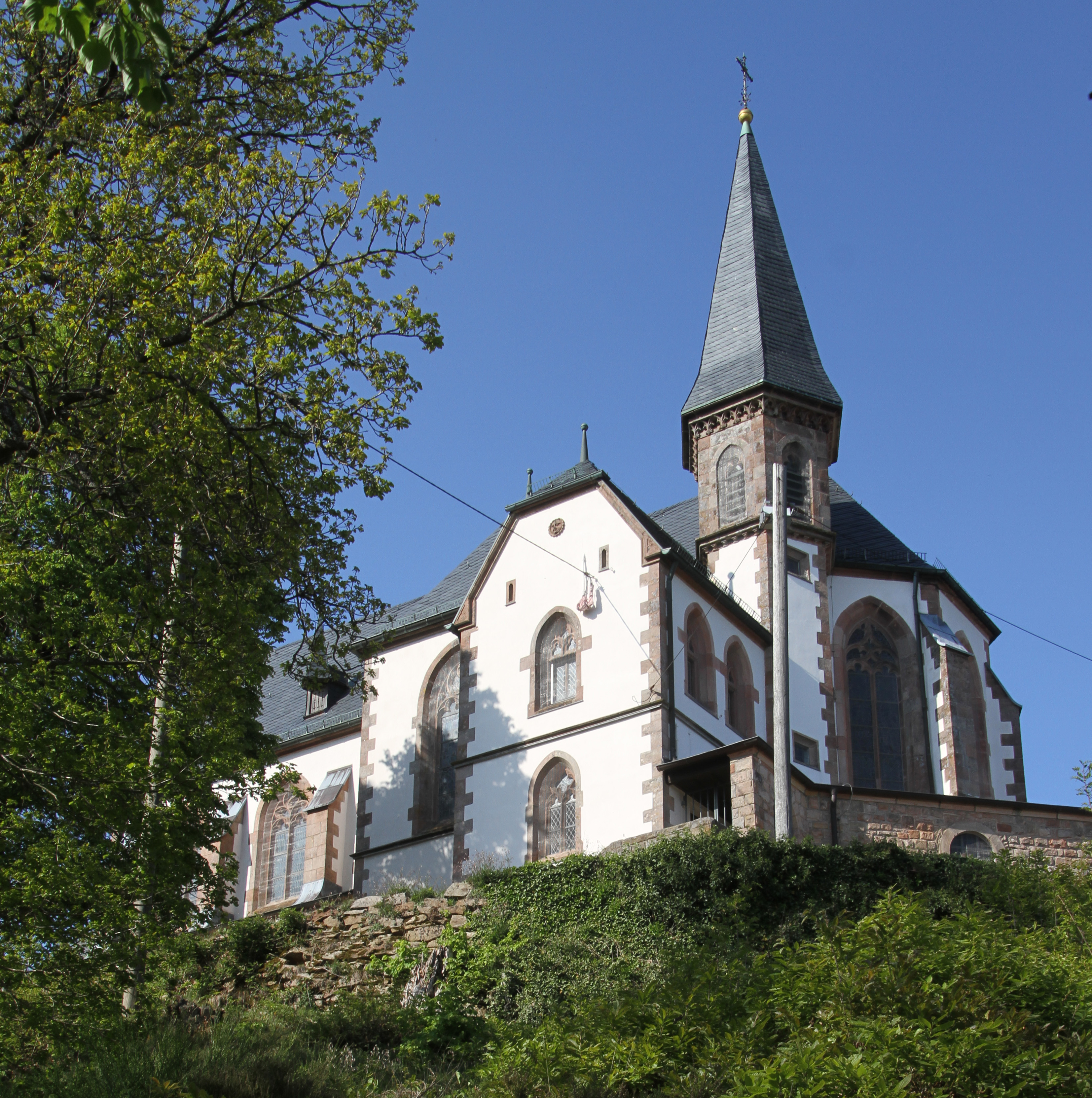
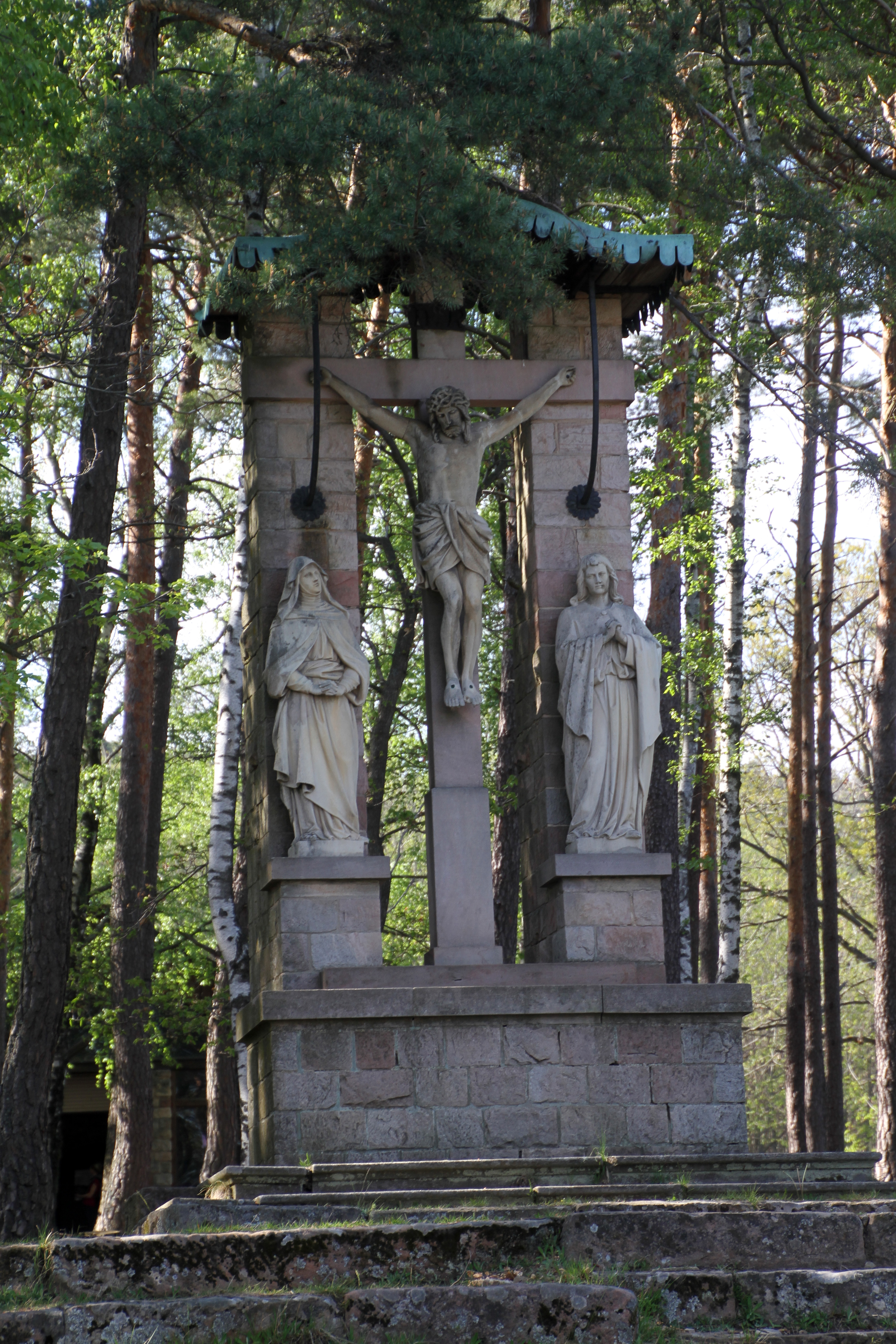
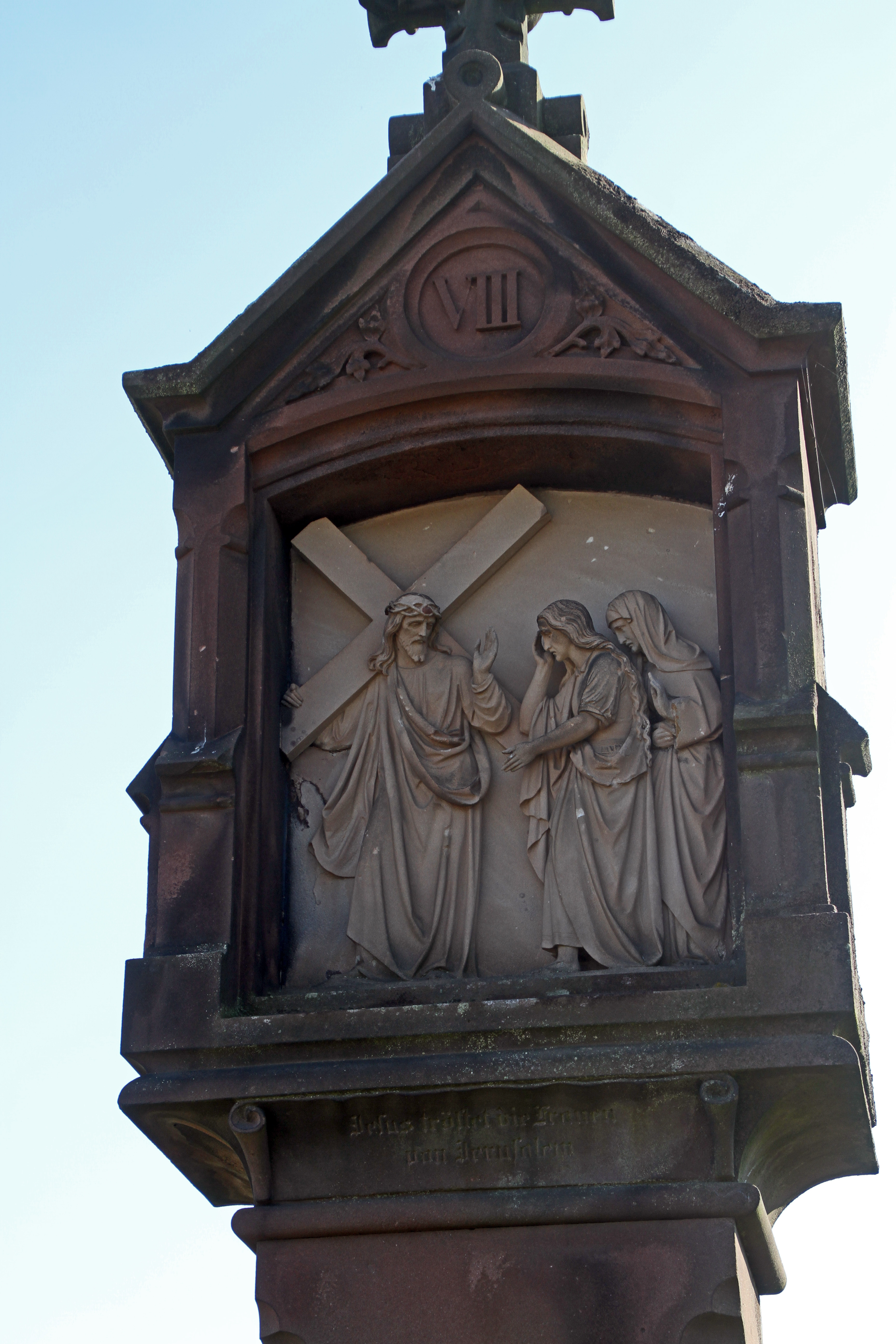